# PWG World Tag Team Championship
PWG World Tag Team Championship (em português: Campeonato Mundial de Duplas da PWG é o tíulo da divisão de tag team da empresa de wrestling profissional Pro Wrestling Guerrilla. Ele foi criado em 25 de janeiro de 2004 no evento Tango & Cash Invitational, onde B-Boy e Homicide foram coroados os campeões inaugurais.
Os atuais campeões são os Super Smash Brothers (Player Uno e Stupefied), que estão em seu primeiro reinado, tanto coletiva quanto individualmente.